# 本多航大
本多 航大（ほんだ こうだい、1999年8月2日 - ）は、日本のプロボクサー。新潟県新潟市中央区出身。川崎新田ボクシングジム所属。ニックネームは「越後の虎」。

## 来歴
新潟向陽高校でボクシングを始めた。。
2018年11月7日のプロデビュー戦は判定負け。
2019年東日本スーパーライト級新人王として、西軍代表藤田裕崇を相手に4回42秒TKO勝ちで全日本新人王とMVPを獲得。

## 戦績
- アマチュアボクシング - 6戦4勝1敗（4KO）
- プロボクシング - 6戦5勝1敗（4KO）

## 獲得タイトル
- 全日本スーパーライト級新人王　MVP